# Puchar Europy Mistrzów Klubowych w piłce siatkowej (1962/1963)
Puchar Europy Mistrzów Krajowych 1962/1963 – 4. sezon Pucharu Europy Mistrzów Krajowych rozgrywanego od 1959 roku, organizowanego przez Europejską Konfederację Piłki Siatkowej (CEV) w ramach europejskich pucharów dla męskich klubowych zespołów siatkarskich „starego kontynentu”.

## Drużyny uczestniczące
| Państwo        | Drużyna              |
| -------------- | -------------------- |
| Austria        | OMV Blau-Gelb Wiedeń |
| Belgia         | Brabo VK Antwerp     |
| Bułgaria       | CDNA Sofia           |
| Czechosłowacja | Lokomotiv Praga      |
| Egipt          | Zamalek Kair         |
| Finlandia      | Kimmo Lahti          |
| Francja        | PUC Paryż            |
| Izrael         | Hapoel Negba         |
| Jugosławia     | Mladost Zagrzeb      |
| Maroko         | Casablanca           |
| Polska         | WKS Legia Warszawa   |
| Portugalia     | Ginásio de Lisboa    |
| NRD            | Rotation Lipsk       |
| RFN            | LVC Hannover         |
| Rumunia        | Rapid Bukareszt      |
| Szwajcaria     | Servette Genewa      |
| Turcja         | Galatasaray Stambuł  |
| Węgry          | Újpesti Dózsa SC     |
| ZSRR           | CSKA Moskwa          |

## Runda wstępna
| Data | Drużyna 1            | Wynik | Drużyna 2            | Sety |
| ---- | -------------------- | ----- | -------------------- | ---- |
|      | Casablanca           | 3:0   | Zamalek Kair         |      |
|      | Zamalek Kair         | 2:3   | Casablanca           |      |
|      |                      |       |                      |      |
|      | Servette Genewa      | 3:2   | OMV Blau-Gelb Wiedeń |      |
|      | OMV Blau-Gelb Wiedeń | 3:0   | Servette Genewa      |      |
|      |                      |       |                      |      |
|      | Hapoel Negba         | 2:3   | Galatasaray Stambuł  |      |
|      | Galatasaray Stambuł  | 3:1   | Hapoel Negba         |      |
|      |                      |       |                      |      |
|      | Lehden Kimmo         | 3:1   | LVC Hannover         |      |
|      | LVC Hannover         | 1:3   | Lehden Kimmo         |      |

## Faza finałowa

### Runda 1/8
| Data  | Drużyna 1            | Wynik | Drużyna 2            | Sety               |
| ----- | -------------------- | ----- | -------------------- | ------------------ |
|       | OMV Blau-Gelb Wiedeń | 1:3   | Lokomotiv Praga      |                    |
|       | Lokomotiv Praga      | 3:0   | OMV Blau-Gelb Wiedeń |                    |
|       |                      |       |                      |                    |
|       | Casablanca           |       | CSKA Moskwa          |                    |
|       | CSKA Moskwa          |       | Casablanca           |                    |
|       |                      |       |                      |                    |
|       | Rotation Lipsk       | 3:2   | CDNA Sofia           |                    |
|       | CDNA Sofia           | 3:0   | Rotation Lipsk       |                    |
|       |                      |       |                      |                    |
|       | Újpesti Dózsa SC     | 3:0   | Ginásio de Lisboa    |                    |
|       | Ginásio de Lisboa    | 0:3   | Újpesti Dózsa SC     |                    |
|       |                      |       |                      |                    |
|       | Mladost Zagrzeb      |       |                      | wolny los          |
|       |                      |       |                      |                    |
| 10.02 | Kimmo Lahti          | 0:3   | WKS Legia Warszawa   | 15:12, 15:6, 15:11 |
| 11.02 | WKS Legia Warszawa   | 3:0   | Kimmo Lahti          | 15:4, 15:8, 15:0   |
|       |                      |       |                      |                    |
|       | PUC Paryż            | 3:0   | Brabo Antwerp        |                    |
|       | Brabo Antwerp        |       | PUC Paryż            |                    |
|       |                      |       |                      |                    |
|       | Galatasaray Stambuł  |       | Rapid Bukareszt      |                    |
|       | Rapid Bukareszt      |       | Galatasaray Stambuł  |                    |

### Ćwierćfinał
| Data  | Drużyna 1          | Wynik | Drużyna 2          | Sety                           |
| ----- | ------------------ | ----- | ------------------ | ------------------------------ |
|       | Lokomotiv Praga    | 1:3   | CSKA Moskwa        |                                |
|       | CSKA Moskwa        | 3:2   | Lokomotiv Praga    |                                |
|       |                    |       |                    |                                |
|       | Újpesti Dózsa SC   | 3:2   | CDNA Sofia         |                                |
|       | CDNA Sofia         | 3:2   | Újpesti Dózsa SC   |                                |
|       |                    |       |                    |                                |
| 6.03  | Mladost Zagrzeb    | 3:2   | WKS Legia Warszawa | 15:12, 6:15, 16:14, 9:15, 15:9 |
| 17.03 | WKS Legia Warszawa | 3:1   | Mladost Zagrzeb    | 15:9, 12:15, 15:12, 15:8       |
|       |                    |       |                    |                                |
|       | Rapid Bukareszt    | 3:1   | PUC Paryż          |                                |
|       | PUC Paryż          | 0:3   | Rapid Bukareszt    |                                |

### Półfinał
| Data  | Drużyna 1          | Wynik | Drużyna 2          | Sety                             |
| ----- | ------------------ | ----- | ------------------ | -------------------------------- |
|       | CSKA Moskwa        | 3:0   | CDNA Sofia         |                                  |
|       | CDNA Sofia         | 2:3   | CSKA Moskwa        |                                  |
|       |                    |       |                    |                                  |
| 7.04  | WKS Legia Warszawa | 2:3   | Rapid Bukareszt    | 16:14, 7:15, 15:10, 11:15, 10:15 |
| 21.04 | Rapid Bukareszt    | 3:0   | WKS Legia Warszawa | 15:11, 15:3, 15:12               |

### Finał
| Data | Drużyna 1       | Wynik | Drużyna 2       | Sety |
| ---- | --------------- | ----- | --------------- | ---- |
|      | CSKA Moskwa     | 1:3   | Rapid Bukareszt |      |
|      | Rapid Bukareszt | 3:0   | CSKA Moskwa     |      |

## Klasyfikacja końcowa
| Miejsce | Drużyna            |
| ------- | ------------------ |
| złoto   | Rapid Bukareszt    |
| srebro  | CSKA Moskwa        |
| 3-4.    | WKS Legia Warszawa |
| 3-4.    | CDNA Sofia         |